# Christopher Hansteen
Christopher Hansteen (26 de septiembre de 1784 - 11 de abril de 1873) fue un geofísico, astrónomo y físico noruego, conocido por su cartografía del campo magnético de la tierra.

## Primeros años y carrera
Hansteen nació en Christiania. Era hijo de Johannes Mathias Hansteen (1744-1792) y de su mujer Anne Cathrine Treschow (1754-1829). Era el hermano menor de la escritora Conradine Birgitte Dunker, y a través de ella, fue tío de Bernhard Dunker y de Vilhelmine Ullmann, y tío abuelo de Mathilde Schjøtt, Ragna Nielsen y Viggo Ullmann. Su madre era prima de Niels Treschow.
Hansteen siempre quiso ser oficial de la marina, pero la muerte de su padre cuando Hansteen era un muchacho lo impidió. En cambio, acudió a la Escuela de la Catedral de Oslo desde los nueve años. Niels Treschow era el director de esta escuela. Hansteen superó el examen artium en 1802, y en 1803 se matriculó en la Universidad de Copenhague, donde originalmente estudió derecho. Posteriormente se interesó por las matemáticas, decepcionado por la carencia de validez universal de las leyes de un país en comparación de la universalidad de las leyes matemáticas. También fue inspirado por las conferencias de Hans Christian Ørsted. Fue contratado como tutor de un joven noble, Niels Rosenkrantz von Holstein, que vivía en Sorø. En esta ciudad conoció a su futura mujer, Johanne Cathrine Andrea Borch, hija del profesor Caspar Abraham Borch. En 1806 fue contratado como profesor de matemáticas en el instituto de Frederiksborg.

## Carrera académica
En 1807 Hansteen inició sus investigaciones sobre el magnetismo terrestre, con el que su nombre es especialmente asociado. Su primer trabajo científico se publicó en el Journal de Physique, a partir de un concurso sobre ejes magnéticos promovido en 1811 por la Real Academia Danesa de Ciencias y Letras. En 1813 recibió una beca de investigación de la recientemente establecida (en 1811) Universidad de Oslo en Christiania, con el ofrecimiento de una futura posición académica. Después de casarse con Johanne Cathrine Andrea Borch en mayo de 1814, partieron hacia Noruega en el verano. Debido a la guerra sueco-noruega de 1814, optaron por viajar por mar, siendo acechados por un barco corsario sueco e interceptados en ruta por una fragata británica. Llegaron a Noruega tras cinco días, instalándose en la calle Pilestredet de Oslo.
Trabajando como conferenciante desde 1814, en 1816 Hansteen fue promovido a profesor de astronomía y matemática aplicada, siendo el editor del almanaque noruego oficial de 1815, director del observatorio astronómico de la ciudad el mismo año, y codirector de la Autoridad Cartográfica Noruega (entonces conocida como Norges Geografiske Oppmåling) en 1817. En 1819 publicó un volumen de investigaciones sobre el magnetismo terrestre, traducido al alemán con el título de Untersuchungen über den Magnetismus der Erde, con un suplemento conteniendo el Beobachtungen der Abweichung und Neigung der Magnetnadel y un atlas. Mediante las reglas expuestas para la observación de los fenómenos magnéticos, Hansteen esperaba acumular datos analíticos para determinar el número y la posición de los polos magnéticos de la Tierra. En 1822 cofundó la primera revista de Noruega de ciencias naturales, Magazin for Naturvidenskaberne. Permaneció como redactor jefe durante ocho años.
En el curso de su investigación viajó a Finlandia y a la mayor parte de su propio país. De 1828 a 1830 emprendió en compañía de Georg Adolf Erman, con la cooperación de Rusia, una misión financiada por el gobierno a Siberia Occidental. El relato de la expedición se publicó rápidamente (Reise-Erinnerungen aus Siberien, 1854; Souvenirs d'un voyage en Sibérie, 1857); pero el trabajo científico no fue emitido hasta 1863 (Resultate magnetischer Beobachtungen). No pudo concluir el informe por su propia mano, pero su trabajo fue más tarde completado por Carl Friedrich Gauss. Poco después del regreso de la misión, en 1833, Hansteen se trasladó con su familia al observatorio de Oslo, edificado según los planos del arquitecto Christian Heinrich Grosch. Se añadido un observatorio magnético en 1839.
De 1835 a 1838 publicó libros de texto sobre geometría y mecánica, en gran parte una reacción a los libros de su antiguo ayudante de investigación Bernt Holmboe. Comparado con el método docente de Holmboe, el método de Hansteen tenía una orientación mucho más práctica. Después de que Holmboe escribiera una reseña sobre los nuevos libros de texto para el diario Morgenbladet, en el que aconsejaba a las escuelas que no los utilizaran, siguió un debate público, con contribuciones de otros matemáticos. Se piensa que fue el primer debate sobre el tema de los textos escolares en Noruega. Los libros de Holmboe acabaron imponiéndose finalmente, y los de Hansteen no se volvieron a imprimir.
En 1842 Hansteen escribió su obra Disquisitiones de mutationibus, quas patitur momentum acus magneticae. También contribuyó con varios artículos a revistas científicas diferentes, especialmente al Magazin for Naturvidenskaberne.
Hansteen fue miembro de la Real Sociedad Noruega de Ciencias y Letras desde 1818 y de la Academia Noruega de Ciencias y Letras desde 1857, así como miembro de sociedades de otros países, incluyendo la Real Academia de las Ciencias de Suecia (1822) y Miembro Honorario Extranjero de la Academia Estadounidense de las Artes y las Ciencias (1863). También perteneció al comité de la Real Sociedad Noruega para el Desarrollo durante muchos años, y presidió la Academia Nacional Noruega de Oficios e Industrias Artísticas.

## Últimos años
Por motivos de salud, Hansteen dejó las clases en 1856. En 1861 se retiró del trabajo activo, pero todavía continuó sus estudios, con sus Observations de l'inclination magnetique y Sur les variations séculaires du magnetisme apareciendo en 1865. También dejó su puesto como director del observatorio en 1861, pero continuó como editor del almanaque noruego hasta 1863 y como director de la Autoridad Cartográfica Noruega hasta 1872.
Su mujer murió en 1840. Su hija Aasta Hansteen se convirtió en una notable defensora de los derechos de las mujeres. Fue el bisabuelo paterno de Kristofer Hansteen y de Edvard Heiberg Hansteen; el sindicalista Viggo Hansteen fue un descendiente posterior.
Christopher Hansteen murió en abril de 1873 en Christiania, y está enterrado en el cementerio de Gamle Aker. El funeral tuvo lugar en la Universidad.

## Premios y legado
- Hansteen fue nombrado comendador de la Orden de San Olaf en 1847, y recibió la Gran Cruz en 1855. También recibió la Gran Cruz de la Orden de Dannebrog y la Gran Cruz de la Orden de la Estrella Polar, así como otras órdenes de honor extranjeras.

- Un busto de Hansteen fue erigido en su observatorio en los años 1850.[2]

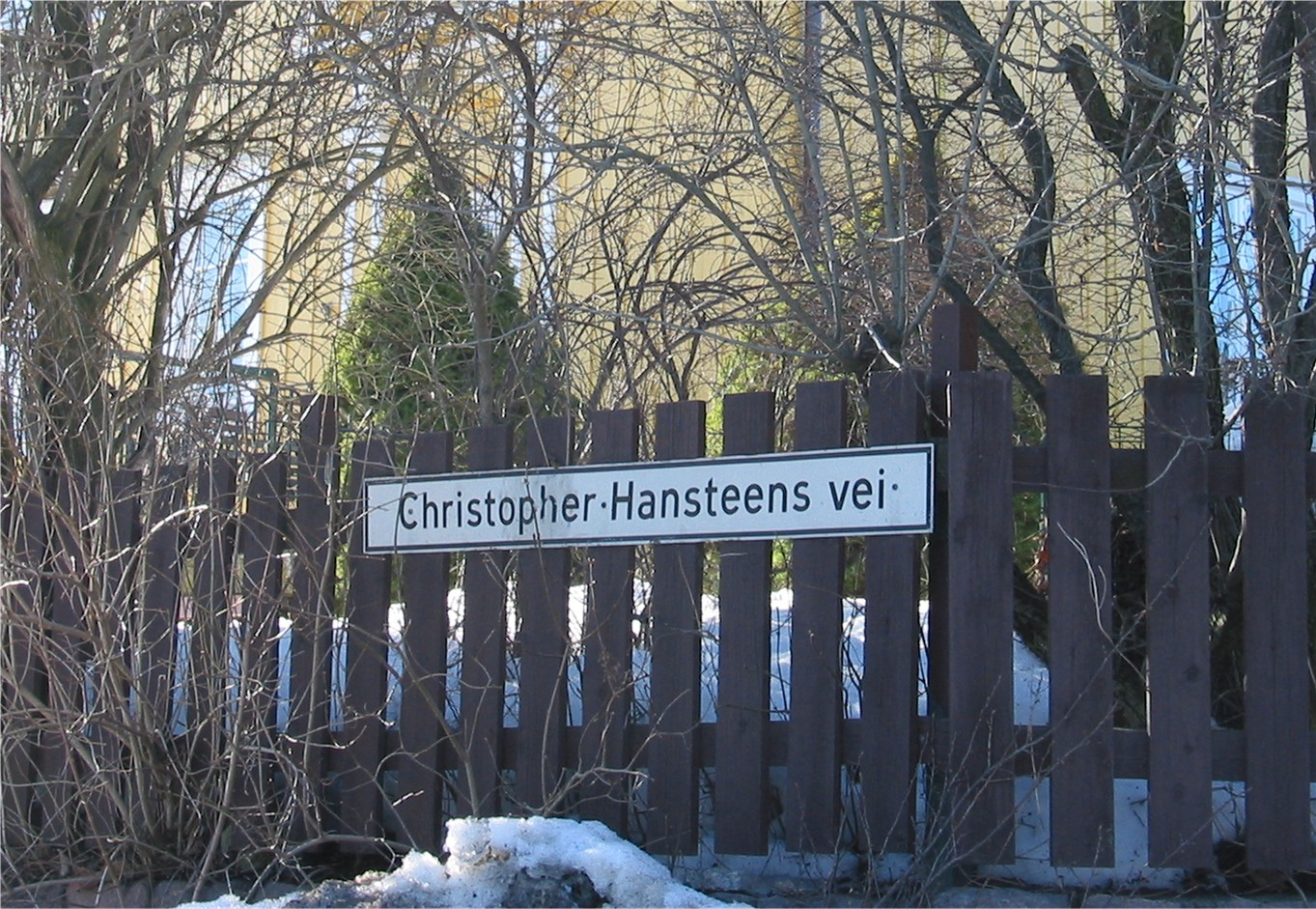
Christopher Hansteens vei.

- El cráter Hansteen, la montaña Mons Hansteen y el cañón rima Hansteen en la Luna llevan este nombre en su memoria.

- En Oslo, la carretera Christopher Hansteens vei en Blindern también rinde homenaje a Hansteen. Así mismo, una calle en Majorstuen llevaba el nombre de Hansteens gate, pero en 1879 fue rebautizada Holmboes gate en honor de Bernt Michael Holmboe.[7] En el barrio de Møhlenpris en Bergen, la calle del Profesor Hansteens gate recibió este nombre en 1881.[8]